# Svjatoslav I. Igorevič
Svjatoslav I. Igorevič (starorusky: С~тославъ / Свąтославъ Игорєвичь, Sventoslavъ / Svantoslavъ Igorevičь; ukrajinsky Святослав Ігорович, Svjatoslav Ihorovyč; rusky Святослав Игоревич, Svjatoslav Igorevič; bělorusky Светослав, Svetoslav; řecky Σφενδοσθλάβος, Sphendosthlabos; 942? – březen 972) byl kyjevským vládcem a vojevůdcem, vládnoucím v letech 962 až 972. Narodil se knížeti Igorovi a jeho manželce Olze, která během Svjatoslavova mládí vykonávala regentskou vládu po manželově smrti. Značnou část své vlády strávil kníže na válečných taženích, jež měly lví podíl na pádu dvou velmocí východní Evropy – chazarské a první bulharské říše. Jeho po deset let trvající vláda znamenala získání rozsáhlých oblastí pod kontrolu Kyjevské Rusi, především údolí řeky Volhy, Pontské stepi a část balkánského poloostrova. V posledních letech Svjatoslavova života tak představovala Kyjevská Rus jeden z největších států tehdejší Evropy. Roku 969 bylo dokonce rozhodnuto o přenesení sídla knížete z Kyjeva do Preslavce na Dunaji. Přes fakt, že jeho matka Olga přijala křest, zůstal Svjatoslav po celý svůj život pohanem. Jeho náhlá smrt uprostřed bitevní vřavy v roce 972 způsobila ztrátu nově získaných teritorií dříve, než byla možnost trvale připojit tyto oblasti ke kyjevskému státu. Zároveň i nejasná situace ohledně nástupnictví vedla k vypuknutí občanské války mezi jeho nástupci.

## Osobnost

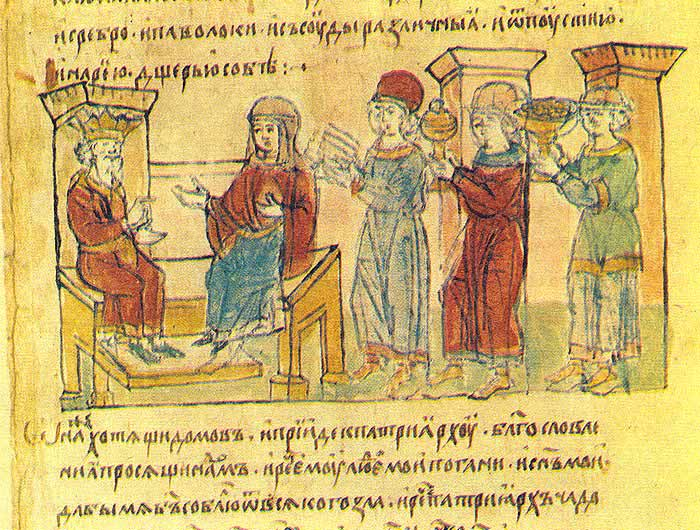
Svjatoslavova matka Olga při audienci u Konstantina VII. Porfyrogenneta

Svjatoslav představoval prvního suverénního vládce Kyjevské Rusi, jehož jméno bylo nepopiratelně slovanského původu. Přesto není zaznamenáno v žádných jiných zemích, protože bylo vyhrazeno pouze rurikovskému rodu a šířeji se tedy nepoužívalo ani na samotné Rusi. Toto privilegium platilo do značné míry i pro Svjatoslavovy následníky Vladimíra, Jaropolka a Mstislava. Objevily se též dohady, že jméno Svjatoslav, odvozené od kořenů „svatý“ a „sláva“, bylo uměle vytvořeno kombinací jmen jeho dvou předchůdců, Olega a Rurika, které v překladu znamenají „svatý“ a „slavný“.
Budoucí kníže prožil dětství a mládí pod dohledem svého učitele Asmuda. Svjatoslavův otec Igor byl kolem roku 945 zabit Drevljany a jeho matka Olga vládla v Kyjevě jakožto regentka až do Svjatoslavovy dospělosti, jíž dosáhl kolem roku 962.
Vzhled velikého knížete kyjevského zaznamenal Leon Diakonos. Podle něj byl modrooký, průměrné výšky, ale mohutné stavby těla. Hlavu i bradu měl celou oholenou, jen pod nosem si vypěstoval hustý knír a na jedné straně kadeř vlasů jako znak příslušnosti k vyššímu stavu. Na jednom uchu nosil velkou zlatou náušnici s rubínem a dvěma perlami. Dával přednost bílým oděvům, přičemž tyto oděvy byly čistší než oděvy jeho družiníků.
Olga, Svjatoslavova matka, již pravděpodobně konvertovala ke křesťanství před cestou na konstantinopolský dvůr byzantského císaře Konstantina VII. Porfyrogenneta roku 946. Co se ale týče velikého knížete, on sám zůstal pohanem a nikdy nezradil svou víru.

## Život

### Východní tažení

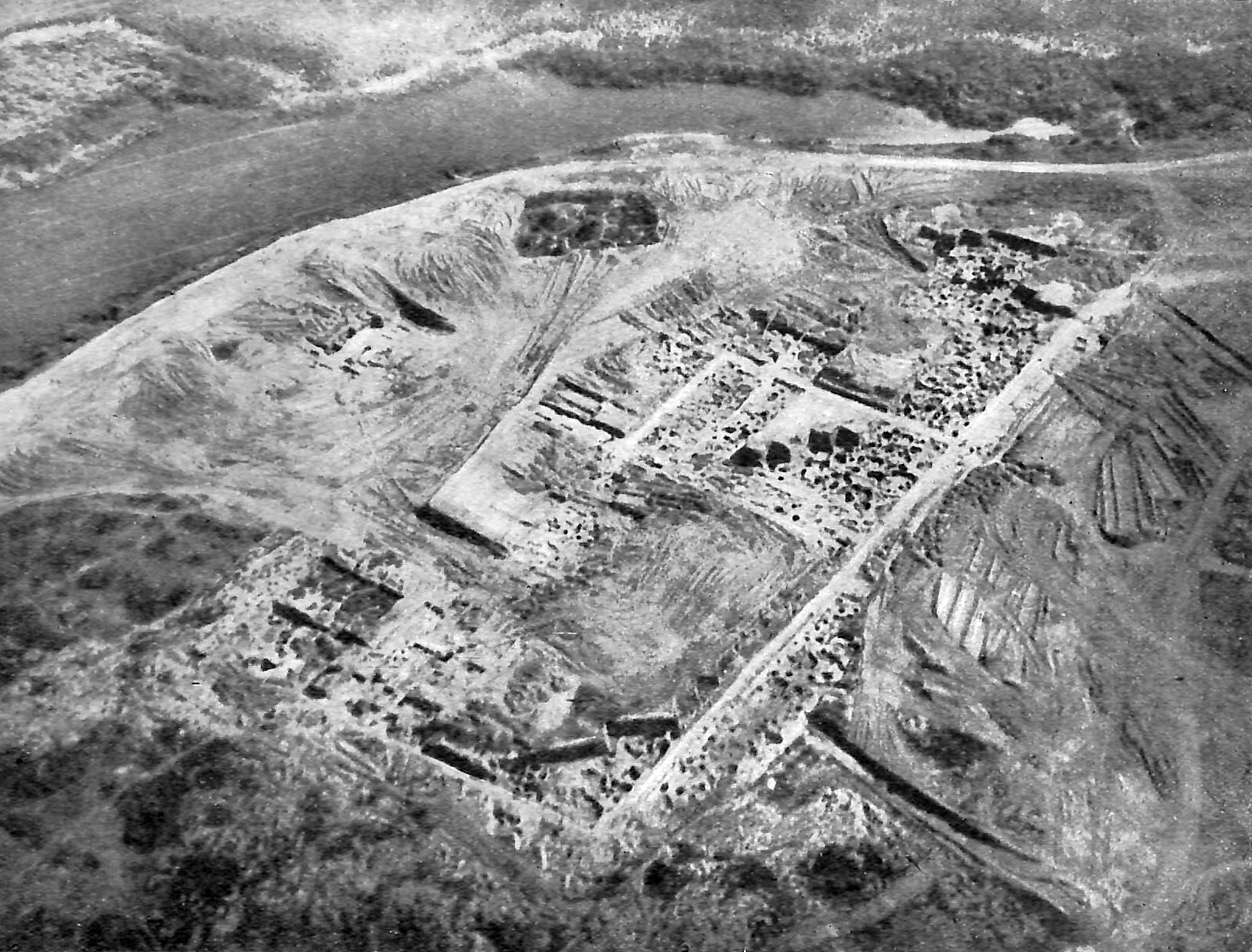
Archeologické průzkumy v místech, kde stála chazarská pevnost Sarkel, vypálená Svjatoslavem kolem roku 965.

Brzy po svém nástupu na trůn se Svjatoslav vydal na výpravu mající za cíl rozšířit ruský vliv na údolí Volhy a Pontské stepi. Během této výpravy se mu podařilo dobýt chazarskou říši, představující do té doby jeden z nejmocnějších států východní Evropy. Jedním z příčin konfliktu mohla být snaha Rusů získat lepší přístup k obchodu po Volze a ukončit ve svůj prospěch zápolení s Chazary o vliv nad východoslovanskými kmeny. Nevyvrací se ani zásah Byzance. Protože se v době vlády císaře Romana Lakapena odehrály na byzantském území pogromy proti židům, mohlo dojít mezi chazarskou a byzantskou říší k citelnému ochladnutí vztahů. Byzantští představitelé řešili tuto situaci orientací na Rusy a Svjatoslav tak mohl konat i na popud konstantinopolských diplomatů.
Kníže započal tažení získáváním východoslovanských kmenů pro své záměry. Ti, kdož se nepoddali, například Vjatiči, byli napadeni a donuceni začít platit tribut Kyjevské Rusi, na rozdíl od dřívějších dob, kdy byly tyto kmeny poplatné Chazarům. Pochodem kolem řek Oky a Volhy provedl invazi do Volžského Bulharska, kde vybral daně od místní populace a získal oblast horní Volhy do své moci. V tom mu bylo nápomocno množství námezdných vojáků z řad Oguzů a Pečeněhů, užívaných pravděpodobně k vyrovnání sil se schopnější chazarskou a bulharskou jízdou.
| „                       | ...táhl Svjatoslav na Chazary. I uslyšavše to Chazaři, vytáhli proti němu s knížetem svým chánem a sestoupili se k boji; a když byla bitva, porazil kníže Chazary a hrad jim Bílou Věž vzal... | “ |
| — Povest vremennych let | |   |

Kolem roku 965 byl ruskými vojsky zničen chazarský Sarkel a vypálen krymský Kerč. Na místě původního chazarského města založil nové osídlení zvané Bílá věž či Bílá pevnost. Následně zanikl po Svjatoslavově útoku i Atil, hlavní město chazarské říše. Zároveň získal pod svou vládu Tmutarakaň, významné obchodní středisko u Azovského moře, které umožnilo Kyjevské Rusi navázat výhodnější obchodní spojení s Malou Asií a Předním východem. To spolu se zničením chazarského velmocenského postavení získalo Kyjevské Rusi přístup k obchodním cestám vedoucím ze severu na jih stepmi do oblasti Černého moře, jež byly původně v držení Chazarů a představoval významný finanční zdroj pro dřívější chazarský stát. Navíc se v oblasti přechodu mezi stepí a lesy začali častěji usazovat Slované, což vedlo k rozsáhlým demografickým a kulturním změnám v regionu.

### Výpravy na Balkán

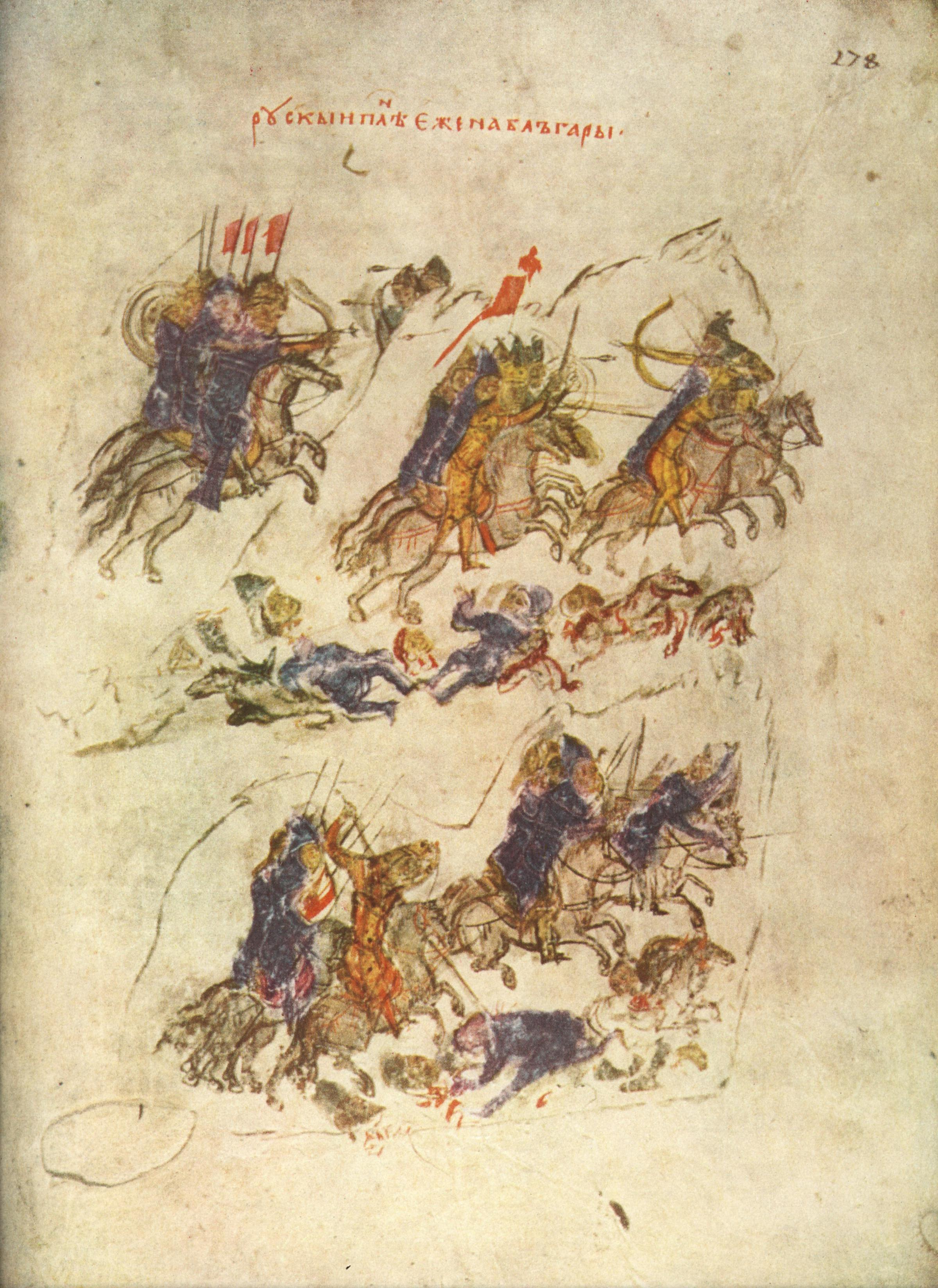
Svjatoslavův vpád do Bulharska. Z kroniky Ioanna Skylitzese

Dalším místem, kam měla vést Svjatoslavova expanze, se stal Balkán. Zde po dlouhou dobu existovaly dva významné státy, byzantská a bulharská říše, které spolu od roku 926, kdy došlo k uzavření smlouvy a ukončení dlouhá léta trvajícího konfliktu, udržovaly mír. Ten byl Byzantinci vykupován každoročním poplatkem bulharskému caru Petrovi I. Situace se ale změnila po nástupu nového byzantského císaře Nikefora II. Foky, který odmítl stanovený poplatek nadále platit. Tísněn z východu Araby, rozhodl se využít proti bulharskému nepříteli Svjatoslava v domnění, že tím dojde k oslabení obou významných mocností na východě Evropy, Bulharska i Kyjevské Rusi. Zejména bulharský stát, jenž se za Petrovy vlády dostával do stále většího úpadku, se pak mohl stát obětí byzantské expanze, jež by umožnila císaři posunout hranice své říše zpět na Dunaj. Na druhou stranu mohl Nikeforos zaměstnáním Rusů na Balkáně odklonit pozornost kyjevského knížete od Krymu, kde držela Byzanc území při pobřeží Černého moře.
Veliký kníže kyjevský připravil armádu čítající několik desítek tisíc mužů, jež se roku 968 přeplavila po Dněpru do Černého moře a z ústí Dunaje zahájila mohutnou invazi. Během krátkého času padlo do jeho rukou rozsáhlé území. Toho se zalekl nejen bulharský car, ale i císař Nikefor. Mezi oběma panovníky došlo k dohodě, jejíž obsah není úplně znám, nicméně se pravděpodobně klonila spíše ku prospěchu Byzance, protože na základě této dohody odeslal bulharský car své dva syny Borise (budoucího cara) a Romana do Konstantinopole jako rukojmí. Mezitím Svjatoslav plánoval vytvořit nové sídlo v Preslavci při ústí Dunaje, odkud by kontroloval obchod i chod celé své rozsáhlé říše.
| „            | Nelíbí mi se v Kyjevě býti, chci žíti v Preslavci na Dunaji, protože jest to střed země mé, a že se tu scházejí všecka bohatstva: od Řeků zlato, povlaky, vína i ovoce rozmanité, z Čech pak a z Uher stříbro a koně, a z Rus kožešiny i vosk, med a čeleď | “ |
| — Svjatoslav | |   |

V této chvíli se Byzantinci uchýlili ke své obvyklé taktice a podnítili kočovné Pečeněhy k útoku na Kyjev. Svjatoslav se tedy musel načas stáhnout, aby odrazil jejich útok, ale následujícího roku se vypravil v čele svého vojska nazpět. Ve chvíli, kdy se bulharský car Petr doslechl o příchodu jeho armády, ranila ho mrtvice a po pár dnech zemřel. Navíc došlo k narušení celistvosti bulharského státu také tím, že v jeho západní části vystoupili čtyři bratři zvaní komitopulové, kteří se zde sami ujali vlády. Byzantská říše, v jejímž čele nyní stál po úspěšném převratu císař Jan I. Tzimiskes, zareagovala propuštěním Petrových synů, čímž se mělo zabránilo vytvoření dalšího potenciálně nebezpečného slovanského státu na Balkáně.

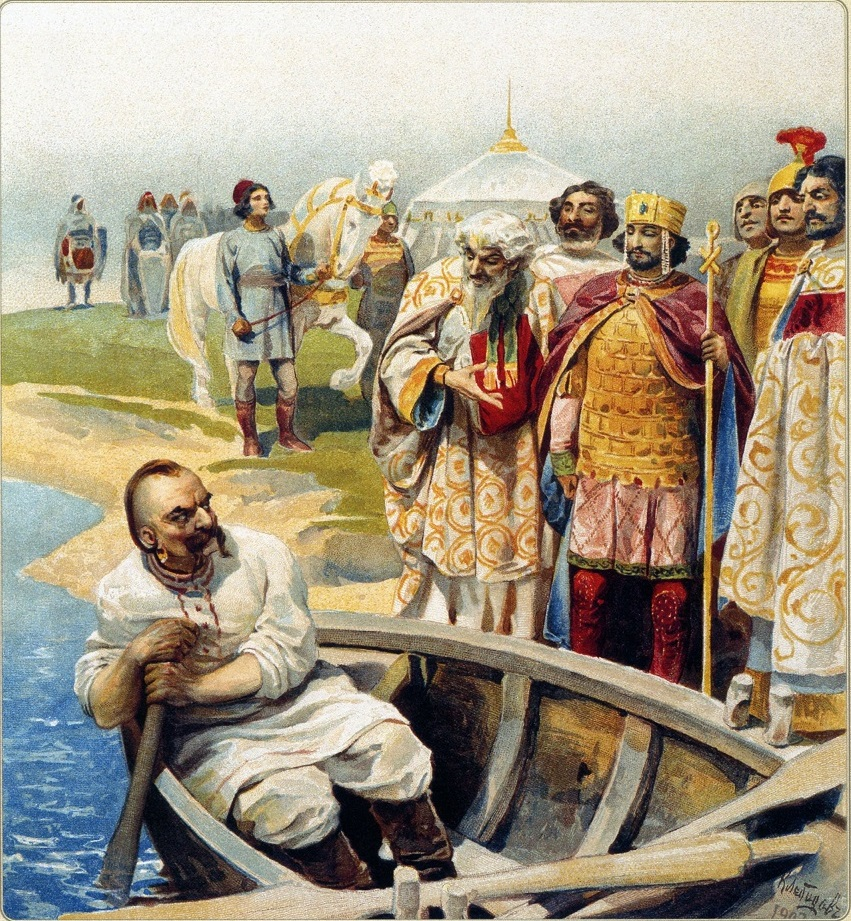
Svjatoslav při setkání s císařem Janem Tzimiskem

Svjatoslavův další útok přišel na jaře 970. Jeho vojsko proniklo k bulharskému hlavnímu městu Preslavi, jež dobylo a kde se sdržoval nový car Boris II. i jeho bratr Roman, kteří tak padli do zajetí. Záhy nato získala kyjevská armáda Philippopolis (Plovdiv) a vpadla do Thrákie. Tzimiskes se snažil dojít se Svjatoslavem k dohodě, kyjevský kníže ale požadoval odstoupení celého byzantského území v Evropě, což císař nebyl ochoten přijmout. Ruská vojska tak táhla dál a střetla se s byzantskou armádou vedenou Bardem Sklerem v bitvě u Arkadiopole, kde Byzantinci, ačkoliv početně znevýhodněni, dosáhli po vysilujících bojích drtivého vítězství. Poté se do čela byzantských armád postavil sám císař, jemuž se podařilo dobýt v dubnu 971 Preslav a osvobodit zajatého bulharského cara. Mezitím odřízlo byzantské námořnictvo cestu po Dunaji, aby nemohly knížeti přijít další posily. Svjatoslav se uchýlil se zbytkem armády do města Dorostolon (Silistra), odkud pořádal útoky s cílem probít se z byzantského obklíčení. Dlouhé těžké boje vyvrcholily 21. července, kdy byly kyjevské jednotky zásluhou byzantské těžké jízdy poraženy.
Svjatoslavovi nezbyla jiná možnost, než se vzdát. Přistoupil na císařovy podmínky, že zanechá snah získat pro sebe bulharské území, nebude ohrožovat byzantská města na Krymu, nýbrž je naopak bude ochraňovat a pomůže Byzanci v boji proti jejím nepřátelům. Zubožené zbytky Svjatoslavových vojsk se pak vydaly domů do Kyjeva.

### Smrt a následky
Ze strachu před případným porušením smlouvy ze strany Svjatoslava se byzantská diplomacie odvážila zbavit hrozby ze severu nadobro. Při přechodu přes Dněpr v březnu 972 na něj z popudu Byzantinců zaútočili Pečeněhové a většinu vojska spolu s kyjevským knížetem pobili.
| „                       | I napadl naň Kurja, kníže pečeněžský, a zabili Svjatoslava. I vzali hlavu jeho a okovavše leb jeho, udělali číši a pili z ní. | “ |
| — Povest vremennych let | |   |

Po jeho smrti se nedlouho existující Svjatoslavova říše rozpadla během bojů mezi jeho nástupci, nejdříve mezi Jaropolkem a Olegem, během nichž byl druhý z bratrů zabit. Roku 977 utekl další z následníků Vladimír do Skandinávie, odkud se vrátil s armádou Varjagů s cílem získat kyjveský trůn pro sebe, což se mu také po zabití Jaropolka podařilo.

## Hodnocení vlády
Díky Svjatoslavově zákroku se podařilo svrhnout chazarskou svrchovanost nad východoslovanskými kmeny a konsolidovat ruskou moc ve východní Evropě. Na druhou stranu pád chazarské říše umožnil v dalších letech růst moci Pečeněhů, kteří měli do budoucna působit Kyjevské Rusi nemalé obtíže. Sám kníže neměl kvůli častým výbojům čas se správě státu příliš věnovat, protože značnou část vlády prožil rozsáhlými taženími proti svým sousedům. Na místo něj spravovali Kyjevskou Rus Olga spolu s jeho syny Jaropolkem, Olegem a Vladimírem.

## Odraz v literatuře a umění

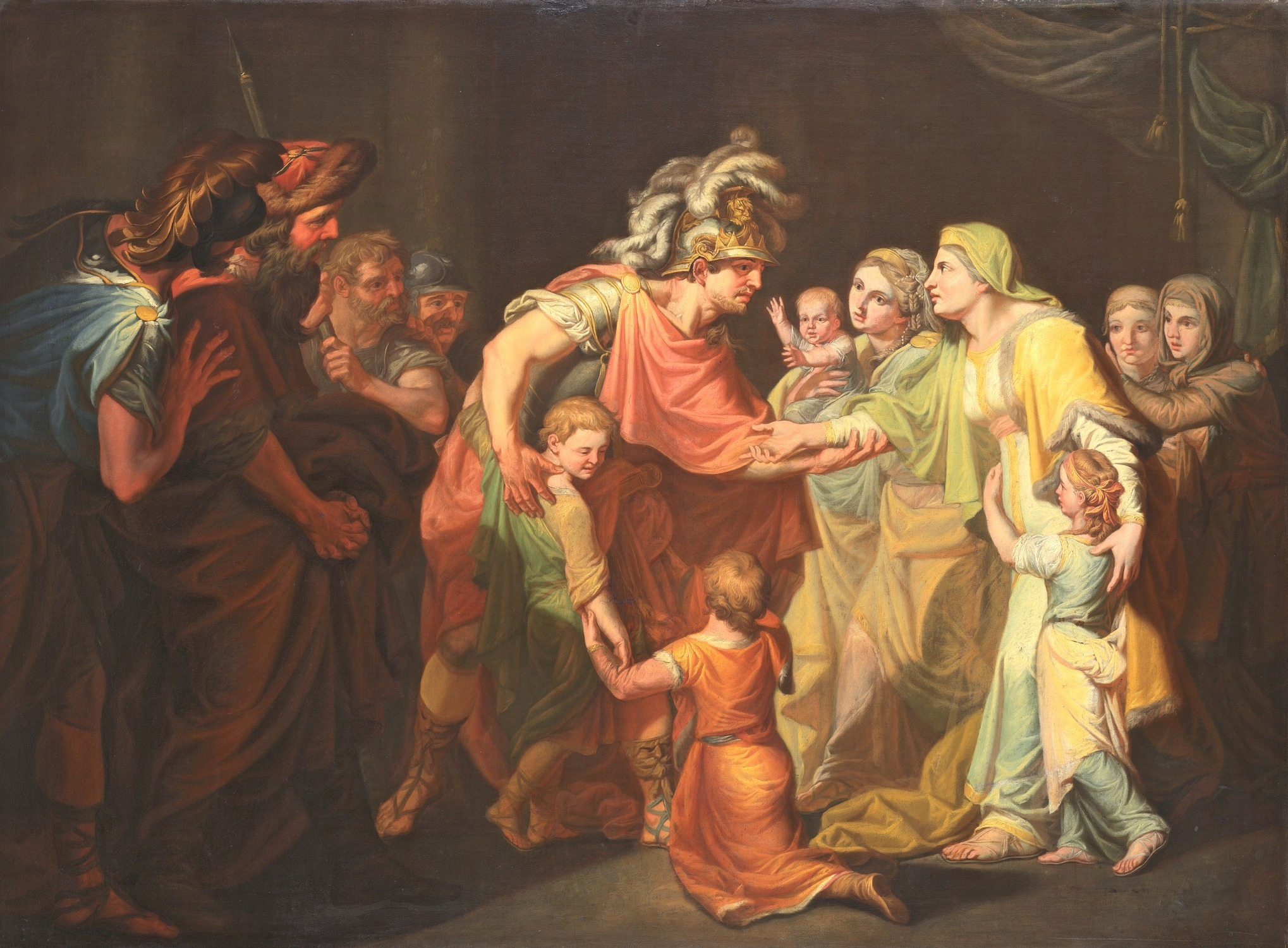
Svjatoslavův návrat od Dunaje ke své rodině do Kyjeva od Ivana Akimova

Svjatoslavova osobnost poprvé získala pozornost ruských umělců a básníků během rusko-turecké války v letech 1768–1774. Snahy o expanzi na Balkán za vlády carevny Kateřiny II. byly jistou obdobou Svjatoslavova tažení na Konstantinopol a jako takové představovaly faktor, který mohl dodatečně této expanzi dodat zdání legitimity. I později byl pro své vojenské úspěchy kyjevský kníže hrdinou mnohých ruských, ukrajinských a běloruských vlastenců.[zdroj?]
Mezi díla vytvořená během války s Osmanskou říší patří tragédie Olga, kterou napsal roku 1772 ruský spisovatel Jakov Kňažin.  Z dalších uměleckých žánrů se do tohoto období řadí také obraz Svjatoslavův návrat od Dunaje ke své rodině do Kyjeva od neoklasicistního malíře Ivana Akimova.
Během 19. století zájem o Svjatoslavovu osobnost ochabl. Klavdij Lebeděv zobrazil na svém obraze setkání kyjevského knížete s byzantským císařem Janem I. Tzimiskem. Kromě něj Svjatoslava zvěčnil Eugene Lanceray, a to v podobě jezdecká sochy na počátku 20. století. Do své básnické tvorby zahrnul tuto kyjevského knížete také Velemir Chlebnikov. Svjatoslav se dále objevuje v románu Samuela Gordona The Lost Kingdom, or the Passing of the Khazars, fiktivním příběhu o dobytí chazarské říše Kyjevskou Rusí. Posledním významnějším beletristickým dílem o Svjatoslavovi je příběh Černyje strely Vjatiča, který je součástí knihy Istoričeskije povesti od Vadima Viktoroviče Kargalova.
Kolem roku 2005 měl být vystavěn v ruské vesnici nacházející se v Bělgorodské oblasti památník Svjatoslavova vítězství nad Chazary. V rámci monumentu měl ruský jezdec ubíjet ležícího Chazara nesoucího na štítu Davidovu hvězdu. To spolu s osobou autora památníku Vjačeslava Klykova, který proslul svými kontakty s organizací Pamjať a dalšími antisemitskými spolky, vyvolalo odpor ruské židovské komunity. Úřady Bělgorodské oblasti poté vydaly prohlášení, že památník ještě nebyl dostavěn a že bude do budoucna respektovat představitele všech věr i národností. Po odhalení měl chazarský válečník namísto šesticípé Davidovy hvězdy hvězdu dvanácticípou.
Cyklus "Bohatýr" od slovenského spisovatele Juraje Červenáka se zaměřuje především na družiníky Svjatoslava I.

## Potomci
Doloženi jsou tři Svjatoslavovi synové:
1. manželství ∞ Predslava
- Jaropolk I.

Jeho další syn Oleg se narodil z poměru s konkubínou Esfir (Chazaři), nejmaldší Vladimír I. taktéž s konkubínou jménem Maluša.